# Microsaccus wenzelii
Microsaccus wenzelii är en orkidéart som beskrevs av Oakes Ames. Microsaccus wenzelii ingår i släktet Microsaccus och familjen orkidéer.
Artens utbredningsområde är Filippinerna. Inga underarter finns listade i Catalogue of Life.